# Mason (New Hampshire)
Mason – miasto w Stanach Zjednoczonych, w stanie New Hampshire, w hrabstwie Hillsborough.